# Martin Rendel

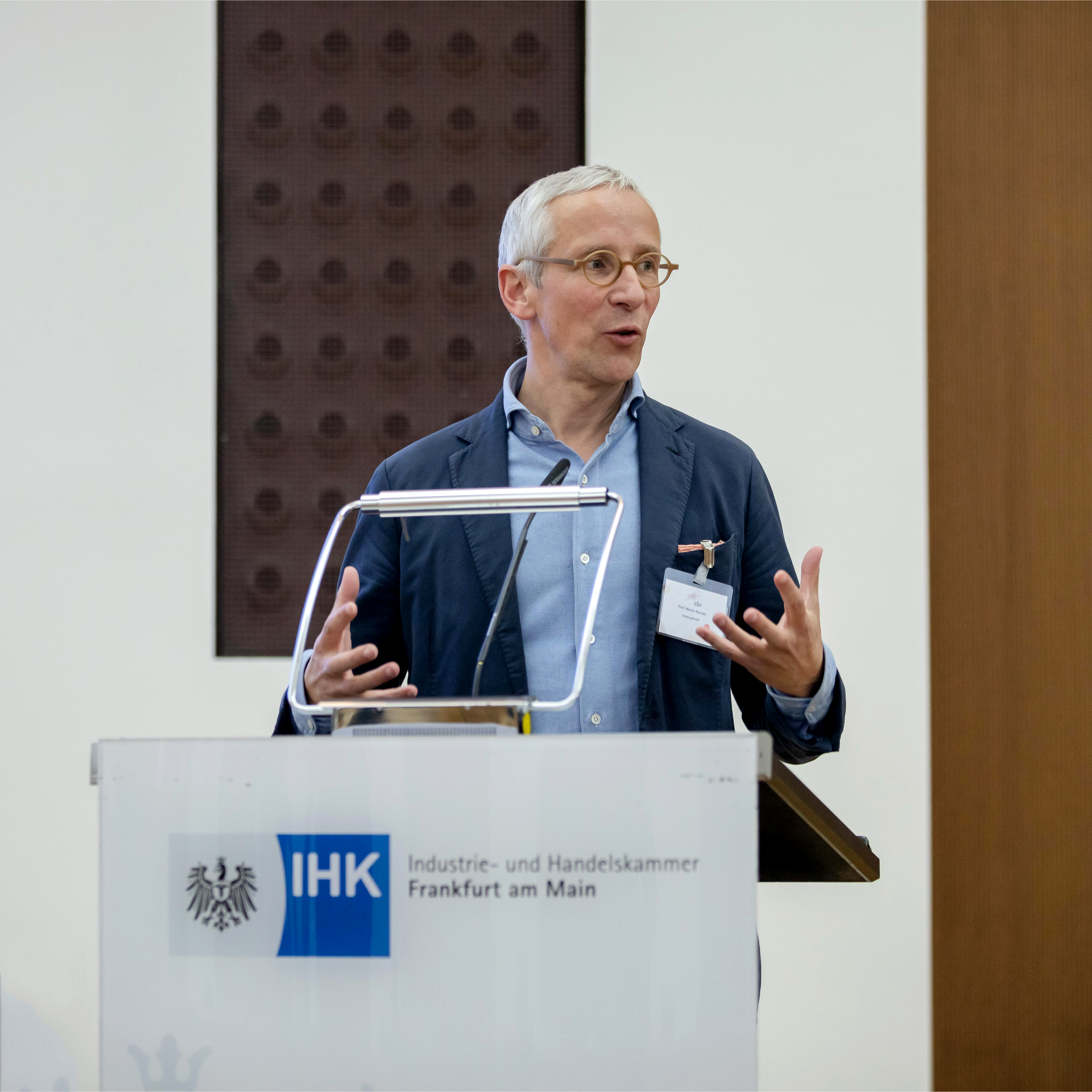
Martin Rendel auf der Smart City Conference in Frankfurt 2019

Martin Rendel (* 1968 in Limburg an der Lahn) ist ein deutscher Kulturmanager und Hochschulprofessor. Zentrales Thema seines Schaffens ist Innovation durch interkulturelle und interdisziplinäre Zusammenarbeit.

## Leben
Rendel absolvierte ein Industriedesign-Studium an der Hochschule Darmstadt und Kommunikationsdesign am Art Center College of Design im schweizerischen La Tour-de-Peilz. Während des Studiums arbeitete er in den Designstudios von Aldo Cibic (Mailand), Matteo Thun (Mailand) und Dieter Sieger (Schloss Harkotten). Seine Abschlussarbeit, ein Abort, fand breites Medieninteresse, nachdem der damalige AP-Fotograf Karsten Thielker 1992 während eines privaten Aufenthalts in Darmstadt auf das Projekt aufmerksam geworden war und die Fotos über die Associated Press verbreiten ließ. Roger Willemsen lud daraufhin Rendel in die Talkshow 0137 ein, während die Süddeutsche Zeitung die Arbeit als „Kulturrevolution“ feierte. Das Objekt ist seit 2021 unter dem Namen "Latrina Obliqua" Bestandteil der ständigen Sammlung im Museum of Toilet History in Kiew (Ukraine). Im Februar 2024 erzählte Rendel unter dem Titel "The Incredible Story of My Mother's Cleaning Bucket" die Geschichte von Latrina Obliqua auf der TEDxChiangMai Konferenz erstmals in der Öffentlichkeit. Dies führte zur Begegnung mit Jack Sim, dem Gründer der World Toilet Organization. Gemeinsam initiierten sie ein humanitäres Designprojekt, bei dem in Zusammenarbeit mit dem Institut Teknologi Bandung (ITB), Konzepte für sanitäre Anlagen in Katastrophengebieten entwickelt wurden. Das Projekt wurde unter dem Titel „Designing Toilets for Disaster Areas“ im Oktober 2024 durchgeführt und auf der Baicon Focus Konferenz 2024 in Bandung vorgestellt.
Als Preisträger eines internationalen Designwettbewerbes wurde Rendel nach dem Studium im Rahmen eines Stipendiums von Moulinex nach Frankreich eingeladen, was zur Begegnung mit der Architektin Isabelle Galzin führte. Beide eröffneten ein Studio für Gestaltung und Kommunikation, erst in Hamburg (1994) und dann in Paris (1996). Es kam zur Zusammenarbeit mit Federico Restrepo und Auftraggebern wie Yves Saint Laurent, Gucci Parfum, Fred Joaillier und anderen.
Parallel dazu war Rendel von 1996 bis 1999 in einem Kunstprojekt auf Schienen, das von dem italienischen Bildhauer Gianpaolo d'Andrea Moravecchia und der Amsterdamer Künstlervereinigung Stichting de Blinde Schilders initiiert war und einen Zug als rollende Ausstellung durch Europa (Dänemark, Griechenland, Jugoslawien, Ungarn, Österreich, Polen und Niederlande) reisen ließ, als Art Director involviert. Das Projekt war zunächst unter dem Namen „De Valigia“ bekannt und wurde später in „EuropArTrain“ geändert.
1998 gründete Rendel zusammen mit dem Kommunikationsberater René Spitz die Werbeagentur rendel & spitz, die 2006 in eine Beratungsgesellschaft für strategische Markenführung überging. In den Jahren 2001 bis 2006 bot das Bürogebäude (Architekten: b&k+ / Arno Brandlhuber, Bernd Kniess), das schmalste Haus Kölns am Eigelstein 115, im Erdgeschoss Raum für Installationen während der Kölner Möbelmesse Imm cologne im Rahmen des sogenannten Passagen-Programms. Daran beteiligten sich u. a. die Designer und Architekten Konstantin Grcic (München), Johanna Grawunder (Los Angeles), Timo Salli (Helsinki), Ross Lovegrove (London), Greg Lynn (Los Angeles), Tokujin Yoshioka (Tokio), Andrea Branzi (Mailand), Ronan & Erwan Bouroullec (Paris) und Stefan Ytterborn (Stockholm). Die Pinakothek der Moderne in München hat die Raumskulptur Greg Lynns aus der Installation 2002 in ihre permanente Sammlung aufgenommen.
Gemeinsam mit Spitz war er von 2008 bis 2014 als Kurator verantwortlich für Ausstellungen u. a. im Haus der Gegenwart (München), Neues Museum Nürnberg, Museum für Angewandte Kunst Köln, Dortmunder U, Museum am Rothenbaum (Hamburg) und Today Art Museum (Peking). Es folgten Ausstellungen in eigener Regie in Shanghai, Tianjin, Tianshui, Chiang Mai und Bangkok.
2015 gründete Rendel zusammen mit der chinesischen Künstlerin Li Xue in Düsseldorf den Kunstverein K29, der sich für die Meinungsfreiheit in der Kunst einsetzte. Persönliche Differenzen in der Gründungsphase führten zur Neugründung unter dem Namen K26. Eines der ersten großen Projekte von K26 war im selben Jahr die Aufführung des Beijing Independent Film Festival (BIFF) während des Filmfest Hamburg, das der Leiter Albert Wiederspiel als Festival im Festival ermöglichte. Das Projekt fand namhafte Unterstützer wie Alexander Kluge und Ai Weiwei. Allerdings sorgte es für diplomatische Spannungen zwischen Deutschland und China. Der chinesische Festivalleiter Li Xianting und sein Team mussten ausgeladen und die Kooperation mit sofortiger Wirkung beendet werden. Das Festival fand dennoch statt und die Preisträger des K26 Film Award konnten bei der Eröffnungsfeier in Hamburg ihre Preise entgegennehmen. Seither fokussieren sich die Aktivitäten von K26 auf künstlerische Fotografie.
Ende 2018 kam es zur Zusammenarbeit mit Deutschland – Land der Ideen. Im Rahmen des internationalen Wettbewerbs Beyond Bauhaus – Prototyping the Future initiierte Rendel eine Kooperation mit dem Beijing Institute of Technology Zhuhai, das den Wettbewerb in der Volksrepublik co-organisierte. Es folgten eine Gastprofessur und die Ernennung zum Ehrenprofessor (Prof. h.c. P.R. of China) ebenda. Die Geschäftsführerin von Deutschland – Land der Ideen, Ute E. Weiland, ernannte Rendel zum Botschafter der Initiative in China.
Neben Zhuhai ist Rendel seit 2019 auch Gastprofessor am King Mongkut’s Institute of Technology Lat Krabang in Bangkok. Gastvorlesungen und -dozenturen führten ihn an mehrere Universitäten in Deutschland, China, Thailand und Indonesien.
Im Februar 2025 wurde er als Kurator für die Design & Architektur Sektion der Chengdu Biennale 2025 berufen.

## Ausstellungen u. Festivals (Auswahl)
- 2001 Mut zur Lücke, Eigelstein 115, Köln, kuratiert gemeinsam mit René Spitz
- 2002 Das Weite suchen, Eigelstein 115, Köln, kuratiert gemeinsam mit René Spitz
- 2003 Blühende Lücke, Eigelstein 115, Köln, kuratiert gemeinsam mit René Spitz
- 2004 Nicht identifiziert, Eigelstein 115, Köln, kuratiert gemeinsam mit René Spitz[14]
- 2006 Liebes Tagebuch, Eigelstein 115, Köln, kuratiert gemeinsam mit René Spitz
- 2008 In Deutschen Reihenhäusern, Museum für Angewandte Kunst Köln, kuratiert gemeinsam mit René Spitz[15]
- 2010 Nachbarschaft, Neues Museum Nürnberg, kuratiert gemeinsam mit René Spitz[16]
- 2011 Reihenhausmannskost, Museum für Angewandte Kunst Köln Köln (MAKK), kuratiert gemeinsam mit René Spitz[17][18]
- 2013 Invisible Things, Today Art Museum, Peking, kuratiert gemeinsam mit Wu Xuefu und René Spitz[19][20]
- 2014 August Sander & Jiang Jian, Photo Shanghai, kuratiert gemeinsam mit Julian Sander und Catherine Cheng[21]
- 2014 Purple.Blue. – A tribute to Kong Qian No. 6 Zone Museum of Art, Tianjin, kuratiert gemeinsam mit Catherine Cheng
- 2014 Jiang Jian – Archives PhotoBookMuseum, Köln, kuratiert gemeinsam mit Markus Schaden und Catherine Cheng
- 2014 Unsichtbare Dinge Museum am Rothenbaum – Kulturen und Künste der Welt, Hamburg, kuratiert gemeinsam mit Wu Xuefu und René Spitz[22]
- 2015 Chinese Independent Cinema, EthnoFilmFest München, kuratiert gemeinsam mit Stefan Eisenhofer[23]
- 2015 Beijing Independent Film Festival, Filmfest Hamburg, kuratiert gemeinsam mit Jens Geiger
- 2015 Jiang Jian, Galerie Julian Sander, kuratiert gemeinsam mit Julian Sander und Catherine Cheng[24]
- 2017 Parabiosis, Changjiang Museum of Contemporary Art, Chongqing[25]
- 2018 Invisible Things, TCDC Museum, Chiang Mai, kuratiert gemeinsam mit Philip Cornwel-Smith und Piboon Amornjiraporn[26]
- 2018 The Second Image of Silk Road, Tianshui Photography Biennale[27][28]
- 2019 Invisible Things TCDC Museum, Bangkok, kuratiert gemeinsam mit Philip Cornwel-Smith und Piboon Amornjiraporn[29][30]
- 2021 TinyBE – living in a sculpture, Frankfurt/Wiesbaden/Darmstadt, als Co-Organisator und Berater, initiiert und kuratiert von Cornelia Saalfrank

## Auszeichnungen (Auswahl)
- core design award, Stockholm 2001
- iF Design Award, Hannover 2002
- Red Dot Design Award: best of the best Communication Design, Essen 2001
- Red Dot Design Award Communication Design, Essen 2001 und 2002
- DDC award, Frankfurt am Main 2001
- Berliner Type, Berlin 2001

## Veröffentlichungen (Auswahl)
Hg. mit Studierenden des Fachbereichs Medien an der RFH Köln:
- 2020 Corona – 12 Beiträge zum positiven Umgang mit der Krise

Hg. mit K26 Sino-German Art Association im Verlag Kettler:
- 2016 Archives on Orphans, Fotografien von Jiang Jian, ISBN 978-3-86206-500-4
- 2015 Negatives ,[31] Fotografien von Xu Yong, ISBN 978-3-86206-529-5

Hg. mit Daniel Arnold und René Spitz im Verlag Callwey, München:
- 2013 Wir bauen Deutschland, ISBN 978-3868591811
- 2011 Reihenhausmannskost, ISBN 978-3766718938
- 2010 Ein Schloss in der Stadt, ISBN 978-3766718730
- 2009 Nachbarschaft, ISBN 978-3766718174
- 2008 In deutschen Reihenhäusern ,[32] ISBN 978-3766717900

Hg. mit René Spitz im Verlag Axel Menges, Stuttgart / London:
- 2006 Liebes Tagebuch, ISBN 3-936681-09-0
- 2005 Die Lücke lassen, ISBN 3-932565-51-7
- 2004 Nicht identifiziert, ISBN 3-932565-40-1
- 2003 Blühende Lücke, ISBN 3-932565-22-3
- 2002 Das Weite suchen, ISBN 3-932565-28-2
- 2001 Mut zur Lücke, ISBN 3-932565-22-3

Hg. mit De Blinde Schilders Stiftung, Amsterdam:
- 1999 De Valigia in Austria
- 1998 De Valigia in Hungary
- 1997 De Valigia in Yugoslavia
- 1996 De Valigia in Greece
- 1996 De Valigia in Denmark